# R (програмски језик)
R је програмски језик и програмско окружење за статистичке прорачуне и графике. Он је изведен из програмског језика S са лексичком семантиком инспирисаном Scheme-ом. R су створили Рос Ихака и Роберт Џентлмен на Аукланд универзитету (University of Auckland), Нови Зеланд, а сад га развија R Development Core Team. Назван је делимично према именима аутора, а делом као игра речи на име S.
Језик R је постао стандард међу статистичарима који развијају статистички софтвер, и широко је коришћен за развој статистичког софтвера и анализу података.
R је део ГНУ пројекта. Његов изворни код је слободан и под условима које даје ГНУ-ова општа јавна лиценца, а прекомпилиране бинарне верзије су обезбеђене за различите оперативне системе. R користи интерфејс командне линије, кроз више графичких корисничких окружења.

## Историја
је имплементација програмског језика S помешаног са програмским језиком Scheme. Језик S je направио Џон Чемберс док је радио за Белове лабораторије. Има великих промена у R, али ипак велики део S кода ради и у R.
Пројекат је настао 1992. године, прва верзија је изашла 1995. године док је стабилна бета верзија изашла 2000. године.

## Особине
обезбеђује широк избор статистичких (линеарних и нелинеарних модела, класичних статистичких тестова, анализа временских серија, класификација, кластери, и остало) и графичких техника. R, је слично као S, пројектован као прави програмски језик, и омогућава корисницима додатну функционалност дефинисањем нових функција. Постоји више важних разлика, али доста кода може бити искориштен као S, непромењен. Много R-овог система је такође писана у овом језику, што га чини лакшим за кориснике при формирању алгоритама. Код захтевних задатака, C, C++ и Фортран код може бити повезан и покренут. Напредни корисници могу писати C код за манипулисање R-ових објеката директно.
R може бити проширен, кроз пакете обезбеђене од корисника, за специфичне функције или специфичне области проучавања. Због свог S наслеђа, R има бољу подршку за Објектно-оријентисано програмирање него остали статистички програмски језици. Проширивост R-а је олакшана и његовим попустљивим језичким опсегом.
Следећа предност R-а су његове графичке могућности, које обезбеђују графике квалитета довољно доброг за публиковање који укључују математичке симболе. R има сопствени LaTeX-олики формат докумената, који се користи за представљање свеобухватне документације, преко интернета у бројним форматима или као штампана копија.
Иако је R претежно кориштен од статистичара и практичара који захтевају окружење за статистичке прорачуне и развој софтвера, такође може бити кориштен као општи алат за израчунавање матрица учинка упоредивог са оним од ГНУ Октава и његовог власничког конкурента, MATLAB.
 сучеље је додато популарном софтверу за излучивање података Weka које дозвољава могућност уписа и читања у arff формату који даље омогућава кориштење могућности програма.

## Примери
Следећи примери илуструју основе синтаксе језика и кориштење командне линије.
```
> x <- c(1,2,3,4,5,6)   # Create ordered collection
> y <- x^2              # Square the elements of x
> mean(y)               # Calculate arithmetic mean of y
[1] 15.16667
> var(y)                # Calculate sample variance
[1] 178.9667
> summary(lm(y ~ x))    # Fit a linear regression model

Call:
lm(formula = y ~ x)

Residuals:
1       2       3       4       5       6
3.3333 -0.6667 -2.6667 -2.6667 -0.6667  3.3333

Coefficients:
Estimate Std. Error t value Pr(>|t|)
(Intercept)  -9.3333     2.8441  -3.282 0.030453 *
x             7.0000     0.7303   9.585 0.000662 ***
---
Signif. codes:  0 ‘***’ 0.001 ‘**’ 0.01 ‘*’ 0.05 ‘.’ 0.1 ‘ ’ 1

Residual standard error: 3.055 on 4 degrees of freedom
Multiple R-squared: 0.9583,	Adjusted R-squared: 0.9478
F-statistic: 91.88 on 1 and 4 DF,  p-value: 0.000662

> par(mfrow=c(2, 2))    # Request 2x2 plot layout
> plot(lm(y ~ x))       # Diagnostic plot of regression model

```

## useR! конференције
Званично окупљање корисника R-а зове се "useR!".
Прва конференција, useR! 2004 Архивирано на веб-сајту  (14. септембар 2013), одржана је у мају 2004. године у Бечу у Аустрији. Конференција се од 2006. године одржава годишње, углавном наизменично у земљама Европе и Северне Америке.
Од тада су одржане следеће конференције:
- useR! 2006, Беч, Аустрија
- useR! 2007, Амес, Ајова, САД Архивирано на веб-сајту  (31. октобар 2016)
- useR! 2008, Дортмунд, Немачка Архивирано на веб-сајту  (3. јун 2017)
- useR! 2009, Рен, Француска Архивирано на веб-сајту  (6. децембар 2016)
- useR! 2010, Гејтерсбург, Мериленд, САД
- useR! 2011, Ковентри, Уједињено Краљевство
- useR! 2012, Нешвил, Тенеси, САД Архивирано на веб-сајту  (3. новембар 2016)
- useR! 2013, Албасете, Шпанија Архивирано на веб-сајту  (3. новембар 2016)
- useR! 2014, Лос Анђелес, САД
- useR! 2015, Олборг, Данска
- useR! 2016, Станфорд, Калифорнија, САД